# Bob (navn)
 For alternative betydninger, se Bob. (Se også artikler, som begynder med Bob)
Navnet Bob er et engelsk kælenavn for Robert. I perioden 1985-1996 fik 16 danskere drengenavnet Bob. Ifølge Danmarks statistik var der 179 personer med navnet Bob i Danmark pr 1. januar 2008.